# Buick Park Avenue
El Buick Park Avenue va ser el paquet premium del Buick Electra des del 1975 al 1990, i va comercialitzar-se com a automòbil per Buick durant els anys 1991 a 2005, substituint al Buick Electra. Buick va anomenar-lo Park Avenue en tribut al famós bulevard de Nova York, que es diu Park Avenue.
Un paquet d'equipament luxós, l'Ultra, va ser disponible durant la vida comercial del model de Buick, i destaca per incorporar una mecànica de majors prestacions respecte del model estàndard.
El Park Avenue va ser fabricat a les factories de Hamtramck, Michigan i Lake Orion, Michigan.

## Primera generació (1991-1996)

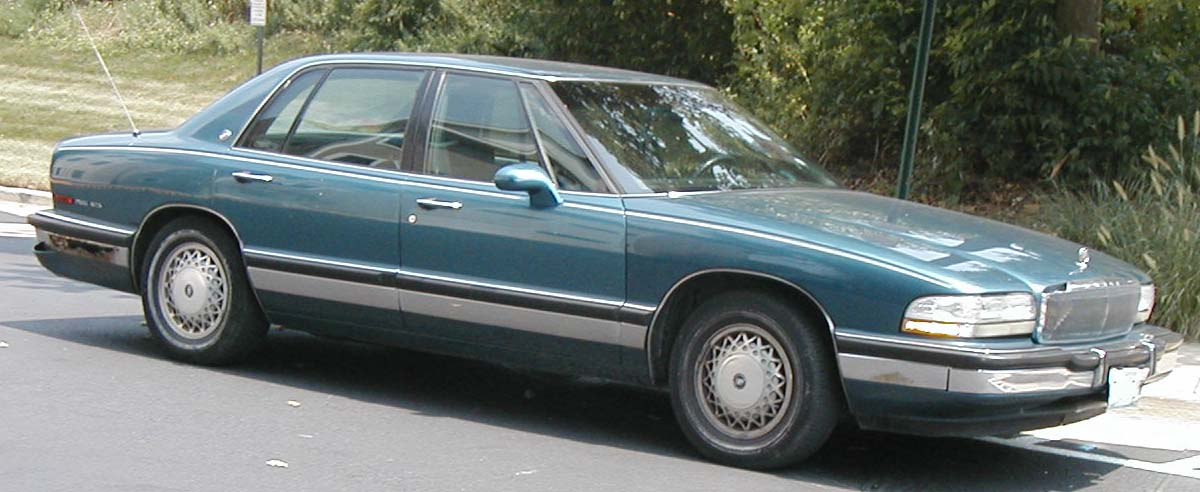
Buick Park Avenue del 1991-1996

El Park Avenue del 1991 va estar construït sobre el xassís C de GM. El seu disseny exterior era d'acord amb el dels Buick dels 1990. Elegant, de línies suaus i amb detalls com el "dollar-grin" o el "full-width taillamps"; de fet, molts cops l'anomenaven el "Jaguar americà".
Dimensions del Park Avenue
Batalla (Wheelbase): 2,814 m (110.8 in)
Llargada (Length): 5,229 m (205.9 in)
Amplada (Width): 1,882 m (74.1 in)
Alçada (Height): 1,399 m (55.1 in)
Mecànicament, tots els Park Avenue equipen un 3.8L 3800 V6 Sèrie I. Les versions que equipen l'acabat Ultra, disponibles a partir del 1992, el 3.8L 3800 V6 Sèrie I equipa un compressor (en petites xifres). La transmissió únicament és automàtica i de 4 velocitats 4T60-E.
El Park Avenue va comercialitzar-se a Europa els anys 1991-1996 amb alguns detalls canviats.
El 1995 el Park Avenue rep un nou 3.8L 3800 V6 Sèrie II de 205 cv.
Vehicles relacionats amb el Park Avenue són el Oldsmobile 98 o Cadillac Deville.

## Segona generació (1997-2005)

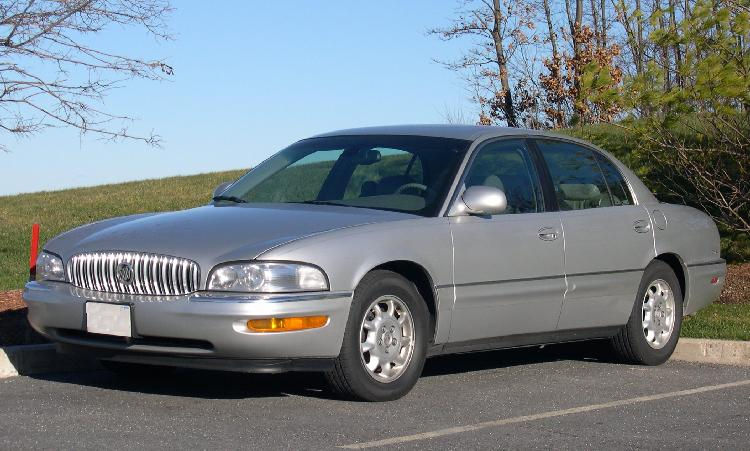
Buick Park Avenue del 2001

Una versió actualitzada del Park Avenue va aparèixer el 1997. Novetats respecte de l'anterior, és el xassís G de GM, usada pel Buick Riviera que millora respecte de l'anterior.
Dimensions del Park Avenue
Batalla (Wheelbase): 2,891 m (113.8 in)
Llargada (Length): 5,253 m (206.8 in)
Amplada (Width): 1,897 m (74.7 in)
Alçada (Height): 1,458 m (57.4 in)
El paquet base inclou un ornament al capó, i l'ultra té la "trishield" més discreta. De fet, el Park Avenue del 2004 va ser l'últim Buick al mercat Nord Americà en equipar un ornament al capó. Fins al 2003, el Buick no ha rebut cap canvi important. A partir del 2003, tornen els "ventiports", així com una graella més arrodonida, així com el "trishield" monocromàtic.
Mecànicament, existien les següents mecàniques: tots els Park Avenue equipen un 3.8L i els Ultra, equipen el mateix 3.8L però amb compressor (SC, Supercharged).
- 3.8L 3800 V6 Sèrie II de 205 cv.
- 3.8L 3800 V6 Sèrie II SC de 240 cv.

La transmissió únicament és automàtica i de 4 velocitats 4T65-E.
El model del 2005, el Park Avenue rep una nova graella i uns nous "ventiports". Els últims 3000 Park Avenue equipen un paquet "Special Edition" per commemorar el cessament de producció del Park Avenue.
Com el Buick LeSabre, el Park Avenue va ser substituït pel Buick Lucerne.
Models semblants al Park Avenue són el Buick Riviera, Buick LeSabre, Oldsmobile Aurora i Pontiac Bonneville.

## Tercera generació (2007-)
El Buick Park Avenue apareix de nou, però no al mercat Nord Americà de moment, sinó al mercat xinès. Basat amb la plataforma Zeta, que comparteix amb el Holden Statesman o Holden Caprice. Destaca la llarga batalla, d'acord amb GM, dotarà al Park Avenue de major espai interior.
Dimensions del Park Avenue
Batalla (Wheelbase): 3,009 m
Llargada (Length): 5,175 m
Amplada (Width): 1,899 m
Alçada (Height): 1,480 m
Els paquets d'equipament són el Confort (base), Luxury i Elite, de major luxe.
Mecànicament podrà elegir-se per 2 opcions:
- 3.6L V6 High Feature anomenat AlloyTec de 250 cv i 340 N·m. Amb aquest, el Park Avenue cobreix el 0-100 km/h en 7,8 s
- 2.8L V6 High Feature anomenat AlloyTec de 201 cv i 265 N·m

Entre les opcions que equipa el Park Avenue, destacar el RES (Remote Engine Start), que permet al conductor engegar el motor fins a 20 minuts en una distància màxima de 60 metres. També inclou GPS, Bluetooth per connectar el mòbil, seients de pell amb 8 ajustos diferents (seients de davant).